# Brzeźnica-Kolonia
Brzeźnica-Kolonia (prononciation : [bʐɛʑˈnit͡sa kɔˈlɔɲa]) est un village polonais de la gmina de Jastrowie dans le powiat de Złotów de la voïvodie de Grande-Pologne dans le centre-ouest de la Pologne.
Il se situe à environ 11 kilomètres à l'ouest de Jastrowie (siège de la gmina), 27 kilomètres à l'ouest de Złotów (siège du powiat), et à 116 kilomètres au nord de Poznań (capitale de la Grande-Pologne).
Le village possédait une population de 200 habitants en 2006.

## Histoire
De 1975 à 1998, le village faisait partie du territoire de la voïvodie de Piła.

Depuis 1999, Brzeźnica-Kolonia est situé dans la voïvodie de Grande-Pologne.